# Acaronia
Acaronia és un gènere de peixos pertanyent a la família dels cíclids.

## Taxonomia
- Acaronia nassa (Heckel, 1840)[2]
- Acaronia vultuosa (Kullander, 1989)[3][4][5][6][7][8][9]